# انجلسی، ویکتوریا
انجلسی (به انگلیسی: Anglesea) یک شهرک در استرالیا است که در ویکتوریا (استرالیا) واقع شده‌است.